# Giuseppe Anatrelli
Giuseppe Anatrelli, detto Geppino (Napoli, 3 gennaio 1925 – Napoli, 25 ottobre 1981), è stato un attore italiano.

## Biografia
Formatosi alla scuola della rivista e della filodrammatica (interpretando quasi sempre ruoli brillanti), Anatrelli esordì in giovane età nei teatri della sua città durante gli anni della guerra dove interpretò le burlette, melodramma in vernacolo molto in voga in quegli anni, riprese dalla pochade francese.

### Il teatro
Dal 1946 al 1954 fece parte della compagnia teatrale di Eduardo De Filippo e interpretò, tra le altre, la commedia Miseria e nobiltà il 2 ottobre 1953 e Il Dono di Natale. Dopo l'esperienza del Teatro Comico accanto ai fratelli Titina e Peppino De Filippo, Anatrelli lavorò negli anni sessanta insieme con il concittadino Guido Mazzella; nel frattempo venne chiamato per piccoli ruoli cinematografici.

### Cinema
Il primo ruolo di una certa consistenza sul grande schermo gli fu offerto nel 1975 da Bruno Gaburro per la pellicola Il letto in piazza; la consacrazione arrivò nello stesso anno con l'interpretazione dell'arrivista e ruffiano geometra Luciano Calboni nei primi tre film della saga dedicata al ragionier Ugo Fantozzi, ideata da Paolo Villaggio: Fantozzi (1975), Il secondo tragico Fantozzi (1976) e Fantozzi contro tutti (1980). Quello del geometra Calboni rimase senza dubbio il suo ruolo più famoso; l'accentuata mimica facciale e l'atteggiamento istrionico dell'attore erano perfettamente in linea con le caratteristiche del personaggio e lo stesso Anatrelli, insieme a Gigi Reder nel ruolo del ragionier Filini e a Villaggio nel ruolo del protagonista Fantozzi, formò un vero e proprio trio comico.

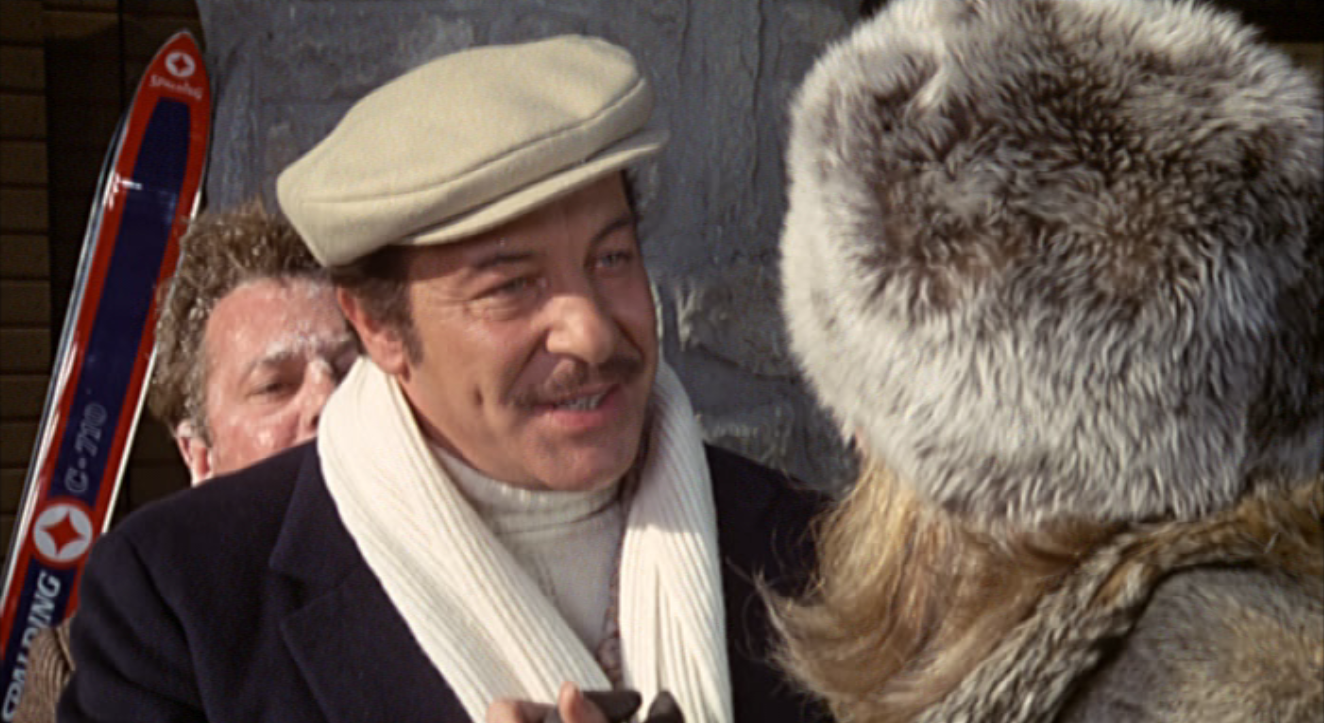
Anatrelli nei panni del geometra Calboni in Fantozzi (1975)

Poche, e con fortuna alterna, le altre apparizioni di Anatrelli: partecipò a film che ebbero un certo successo come Detenuto in attesa di giudizio (1971) di Nanni Loy, La donna della domenica (1975) di Luigi Comencini, Tre tigri contro tre tigri (1977) di Steno e Sergio Corbucci, Doppio delitto (1977) di Steno, e Figlio mio sono innocente! (1978) di Carlo Caiano, nonché agli sceneggiati televisivi Il marsigliese (1975), ove interpretò il ruolo di Pascalino Agnone, camorrista napoletano, Storie della camorra (1978) e L'eredità della priora (1980), entrambi trasmessi su Rete 1.

### La morte
Anatrelli morì improvvisamente nella notte del 25 ottobre 1981, all'età di 56 anni, a causa di un infarto, nella sua casa di Napoli di viale Colli Aminei, dove viveva insieme alla sorella. Dopo i funerali, che si sono svolti il 28 ottobre, il suo corpo riposa nel cimitero di Miano, alle porte di Napoli, insieme ai genitori Vincenzo Anatrelli e Giuseppina Ragosta, dove sarà poi tumulata anche la sorella.
Nel film Fantozzi subisce ancora (1983) il personaggio di Calboni venne affidato a Riccardo Garrone, per poi non apparire più nei successivi film dedicati al celebre ragioniere.

## Filmografia

### Cinema
- Sogno di una notte di mezza sbornia, regia di Eduardo De Filippo (1959)
- Pugni pupe e marinai, regia di Daniele D'Anza (1961)
- Totòtruffa '62, regia di Camillo Mastrocinque (1961)
- Detenuto in attesa di giudizio, regia di Nanni Loy (1971)
- Il furto è l'anima del commercio!?..., regia di Bruno Corbucci (1971)
- Donnarumma all'assalto (film), regia di Marco Leto (1972)
- Sgarro alla camorra, regia di Ettore Maria Fizzarotti (1973)
- Piedino il questurino, regia di Franco Lo Cascio (1974)
- Fantozzi, regia di Luciano Salce (1975)
- La donna della domenica, regia di Luigi Comencini (1975)
- Il secondo tragico Fantozzi, regia di Luciano Salce (1976)
- Il letto in piazza, regia di Bruno Gaburro (1976)
- Chi dice donna dice donna, regia di Tonino Cervi (1976)
- Scandalo in famiglia, regia di Marcello Andrei (1976)
- Tre tigri contro tre tigri, regia di Steno e Sergio Corbucci (1977)
- Doppio delitto, regia di Steno (1977)
- Figlio mio sono innocente!, regia di Carlo Caiano (1978)
- Fantozzi contro tutti, regia di Neri Parenti e Paolo Villaggio (1980)

### Televisione
- Racconti dell'Italia di ieri - Terno secco, regia di Gilberto Tofano – film TV (1961)
- Racconti napoletani di Giuseppe Marotta, regia di Giuseppe Di Martino – miniserie TV (1962)
- Il tuttofare, regia di Daniele D'Anza – film TV (1967)
- Il segreto di Luca, regia di Ottavio Spadaro – miniserie TV (1969)
- La braca dei Biassoli, regia di Giovanni Fago – film TV (1975)
- Il marsigliese, regia di Giacomo Battiato – miniserie TV (1975)
- Storie della camorra, regia di Paolo Gazzara – miniserie TV (1978)
- L'eredità della priora, regia di Anton Giulio Majano – miniserie TV (1980)

## Teatro
- I trionfi, commedia musicale di Michele Galdieri, con Carlo Dapporto, Miranda Martino, Gianni Musy, Maria Grazia Audino, Maurizio Merli, Giuseppe Anatrelli, musiche di Mario Bertolazzi, regia di Michele Galdieri, Teatro Duse Milano (1964)
- 'O Scarfalètto, Il medico dei pazzi e Tre pecore viziose con Mario Scarpetta, Pasquale Esposito, Tullio Del Matto e Dolores Palumbo, Teatro Cilea.

## Prosa televisiva RAI
- Un figlio a pusticcio di Eduardo Scarpetta, regia di Mario Mangini e di Pietro Turchetti, trasmessa il 7 luglio 1959 sul Programma Nazionale
- La Medea di Porta Medina, 1980, regia di Piero Schivazappa, Rai 1.

## Doppiatori
- Mario Mastria in Totòtruffa 62
- Gianni Marzocchi in Fantozzi
- Arturo Dominici in Tre tigri contro tre tigri
- Sergio Fiorentini in Piedino il questurino